# 酒田共同火力発電
酒田共同火力発電株式会社（さかたきょうどうかりょくはつでん、英: Sakata Kyodo Power Company.Ltd.）は山形県酒田市に本社を置く卸電気事業者。共同出資により設立されたが1987年に東北電力の単独出資となった。

## 概要
1966年3月、国の中央港湾審議会は酒田港開発と整備指針を盛り込んだ酒田臨海地域開発計画を決定した。これに基づき、1970年には酒田北港の建設が起工され、相前後し山形県によって港後背地に大規模臨海工業地帯の造成も開始された。1971年9月には造成地に住友軽金属工業がアルミニウム製錬工場を新設し、アルミニウム圧延と精錬を一貫して手掛けていく方針を表明した。
1973年2月には住友グループにおける首脳の確執（世に言う酒田戦争）から設立が難航していた住軽アルミニウム工業（住軽アルミ）が田中角栄通産相の仲裁でようやく設立されたことを受け、アルミニウム製錬にあたっては大量の電気を必要とされるため、安価な電力を住軽アルミに供給することを目的に、同年4月2日、東北電力と住軽アルミの共同出資によって酒田共同火力発電株式会社は設立された。しかし同年10月に勃発した第四次中東戦争の影響から、原油価格は大幅に引き上げられ、石油火力発電によって生まれる電力を原料とするアルミニウム製錬にとっては大幅なコスト高となることが想定された。こうした中、1977年1月に住軽アルミは先行きも危ぶまれながら操業を始め、同年10月には酒田共同火力発電所も発電を開始した。
1980年11月、創業以来赤字が続くが住軽アルミはその状況から脱する方策として、精錬コスト削減を図るため石炭火力による20万KW自家電力発電設備を建設する構想を打ち出した。この石炭火力への転換構想は、翌年3月住軽アルミ、東北電力、酒田共同火力との間で合意が成立した。合意内容は、住軽アルミは自家電力発電計画を白紙撤回。その代りに酒田共同火力が石炭火力への転換を行い、35万KWの発電機2基を1982年3月から建設。1984年6月に1号機を完成させ、1985年5月までに全面的に石炭へ転換するとした。だが、石炭火力への移行を試みたとしても依然としてアルミ地金は海外相場より割高であったため、住軽アルミの赤字体質からの脱却は成就されることなく、結局大幅な減産を経つつ全電解炉操業停止に至り、1982年5月31日に住軽アルミは解散。酒田工場の鋳造部門は残置され、新社である住軽アルミ鋳造として改編された。
住軽アルミの撤退後、酒田共同火力は一般用売電を目的とした発電所として残存することとなり、燃料の石炭化も進み、1987年7月10日には東北電力の完全子会社とされた。発電された電力は全て東北電力に供給されている。
2004年1月14日には、住友商事が酒田北港に設置した洋上風力発電所であるサミットウインドパワー酒田発電所（現：JRE酒田風力発電所）が発電を開始し、酒田共同火力は同所の運転・保守管理業務を受託していた。

## 沿革
- 1973年4月2日 - 東北電力と住軽アルミニウム工業株式会社の共同出資により設立。
- 1977年10月1日 - 酒田共同火力発電所1号機運転開始。
- 1982年5月31日 - 住軽アルミニウム工業解散。
- 1987年7月10日 - 東北電力の完全子会社となる。
- 2004年1月14日 - サミットウィンドパワー酒田発電所の運転、保守管理業務を受託。
- 2010年2月25日 - 木質バイオマス燃料の導入計画を発表[11]。
- 2018年1月16日 - 建設した津波避難塔に関し、酒田市との間で一時避難施設として活用するための協定を締結[12][13]。